# أميمة بلحبيب
أميمة بلحبيب ( ولدت في 21 أغسطس 1996) هي ملاكمة مغربية. حصدت خلال مسيرتها الميدالية الذهبية في بطولة إفريقيا للملاكمة المقامة بالكونغو الديمقراطية عام 2017.
في 14 يوليو 2021، تم تعيينها من قبل اللجنة الوطنية الأولمبية المغربية حاملة لعلم الوفد المغربي رفقة راكب الأمواج رمزي بوخيام في الألعاب الأولمبية الصيفية لعام 2020 المقامة في طوكيو.

## الجوائز
- 2017 : الميدالية الذهبية لأقل من 64 كيلوغرام في بطولة الملاكمة الأفريقية للهواة المنظمة في برازافيل في جمهورية الكونغو.[5]
- 2019 : الميدالية البرونزية لأقل من 69 كيلوغرام في الألعاب الأفريقية للملاكمة هواة المقامة في الرباط في المغرب.[6]
- 2020 : الميدالية الذهبية في بطولة الملاكمة في دكار المؤهلة لدورة الألعاب الأولمبية.
- 2022 : الميدالية البرونزية لأقل من 66 كيلوغرام في ألعاب البحر الأبيض المتوسط 2022 في وهران.[7][8]

## روابط خارجية
- أميمة بلحبيب على موقع بوكس ريك (الإنجليزية) (registration required)
- أميمة بلحبيب على موقع اللجنة الأولمبية الدولية (الإنجليزية)
- أميمة بلحبيب على موقع أوليمبيديا (الإنجليزية)
- أميمة بلحبيب على موقع اللجنة الأولمبية المغربية (الفرنسية)